# Sirop de chocolat
Le terme "sirop de chocolat" fait référence à une préparation liquide sucrée à base de chocolat. Il est généralement utilisé comme garniture ou ajout dans diverses préparations culinaires, notamment les desserts, les boissons chaudes, les glaces, les crêpes et les gaufres.
Le sirop de chocolat peut être fabriqué en mélangeant du chocolat fondu avec du sucre et de l'eau, et en chauffant le mélange jusqu'à ce qu'il prenne une consistance liquide. Certains sirops de chocolat du commerce peuvent également contenir d'autres ingrédients tels que du sirop de maïs, des arômes, des émulsifiants ou des stabilisateurs pour améliorer la texture et la durée de conservation.
Il existe différentes variétés de sirops de chocolat, certains étant plus épais et riches en chocolat, tandis que d'autres peuvent être plus liquides et sucrés. Ces sirops sont souvent utilisés pour ajouter de la saveur et de la douceur aux desserts et aux boissons, offrant une option pratique pour intégrer le goût du chocolat dans une variété de recettes.

## Date de création
Le sirop de chocolat en tant que produit sucré a été créé au cours du 19e siècle. L'invention du sirop de chocolat est généralement attribuée à Gustavus A. Pulver, un homme d'affaires américain d'origine suisse. En 1885, Pulver a déposé un brevet pour un procédé de fabrication de sirop de chocolat. À cette époque, le sirop de chocolat était utilisé comme garniture pour les glaces et les desserts.

Depuis lors, le sirop de chocolat est devenu un élément courant dans la cuisine et est utilisé de diverses manières pour agrémenter une variété de desserts. Il est également disponible dans le commerce sous différentes marques et formulations'